# Lipidi

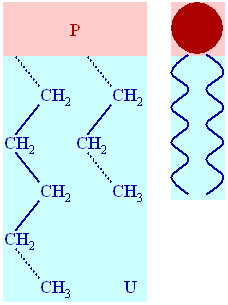
Struttura generica di un fosfolipide: un gruppo polare idrofilico contenente fosfato (in rosso) legato ad un gruppo apolare idrofobico con due lunghe catene carboniose (in azzurro)

I lipidi (dal greco λίπος, lìpos, «grasso»), o grassi, sono composti organici largamente diffusi in natura e rappresentano una delle quattro principali classi di biomolecole, insieme a carboidrati, proteine e acidi nucleici.
I lipidi vengono identificati sulla base delle loro proprietà comuni di solubilità: non sono solubili in acqua (definiti per questo idrofobi), mentre sono solubili in solventi organici come etere dietilico o acetone, alcoli e idrocarburi. L'insolubilità in acqua è la proprietà analitica che viene usata come base per la separazione dai carboidrati e dalle proteine.
Dal punto di vista strutturale, i lipidi sono costituiti prevalentemente da atomi di carbonio e di idrogeno uniti tra loro con legami covalenti apolari (caratteristica che conferisce il comportamento idrofobo) e disposti simmetricamente. Tuttavia, alcuni lipidi presentano, in una regione ristretta della loro molecola, gruppi polari (ad esempio i fosfolipidi). I lipidi polari presentano caratteristiche fisico-chimiche peculiari rispetto ai lipidi neutri (apolari). In particolare, i lipidi polari mostrano caratteristiche anfipatiche (solubilità sia in acqua che in solventi apolari) o addirittura risultano talora insolubili in solventi organici e solubili in acqua.

## Storia
Nel 1815, Henri Braconnot classificò i lipidi (graisses) in due categorie, suif (grassi solidi o sego) e huiles (oli fluidi). Nel 1823, Michel Eugène Chevreul sviluppò una classificazione più dettagliata, inclusi oli, grassi, sego, cere, resine, balsami e olii volatili (o oli essenziali). Nel 1827, William Prout riconobbe il grasso (materia alimentare "oleosa"), insieme a proteine ("albuminose") e carboidrati ("saccarina"), come nutriente importante per uomini e animali. 
Per un secolo, i chimici consideravano i "grassi" come semplici lipidi fatti di acidi grassi e glicerolo (gliceridi), ma nuove forme furono descritte in seguito. Theodore Gobley (1847) scoprì fosfolipidi nel cervello dei mammiferi e nell'uovo di gallina, chiamati da lui come "lecitine". Il Thudichum ha scoperto nel cervello umano alcuni fosfolipidi (cefalina), glicolipidi (cerebroside) e sfingolipidi (sphingomielina). 
I termini lipoide, lipina, lipide e lipide sono stati usati con vari significati, dall'autore. Nel 1912, Rosenbloom e Gies proposero la sostituzione di "lipoide" con "lipin". Nel 1920, Bloor introdusse una nuova classificazione per "lipoidi": semplici lipidi (grassi e cere), lipidi composti (fosfolipoidi e glicolipoidi) e i lipidi derivati (acidi grassi, alcoli, steroli). 
La parola "lipidi", che deriva etimologicamente dal greco lipos (grasso), fu introdotta nel 1923 da Gabriel Bertrand. Bertrand incluse nel concetto non solo i grassi tradizionali (gliceridi), ma anche i "lipoidi", con una costituzione complessa. Nel 1947, Thomas Percy Hilditch divideva i lipidi in "lipidi semplici", con grassi e cere (vere cere, steroli, alcoli) e "lipidi complessi", con fosfolipidi e glicolipidi.

## Classificazione
Nonostante la loro somiglianza in termini di solubilità, i lipidi sono molto diversi tra loro per quanto riguarda la struttura chimica, in quanto comprendono esteri e idrocarburi e possono essere aciclici, ciclici o policiclici. Il Lipid Bank database suddivide i lipidi, a seconda del grado di complessità, in 3 categorie: lipidi semplici, lipidi complessi e lipidi derivati.
Nel 2005, l'International Lipid Classification and Nomenclature Committee ha proposto una classificazione dei lipidi, basata sulla presenza di 2 unità costitutive fondamentali: unità chetoaciliche (-CH2-CO-) e unità isopreniche (-C5H8-). In base a questa classificazione i lipidi sono distinti in 8 classi: acidi grassi, glicerolipidi, fosfolipidi, sfingolipidi, saccarolipidi e polichetidi (tutte derivate dalla condensazione di unità chetoaciliche); steroli e prenoli (entrambe derivate dalla condensazione di unità isopreniche). 
I polichetidi sono un'importante classe di lipidi naturali, che comprende antibiotici (eritromicina, tetracicline), ipocolesterolemizzanti (lovastatina), immunosoppressori (rapamicina) e pigmenti, prodotti ad opera delle poliuchetidi-sintetasi di piante e microrganismi. I lipidi possono anche essere distinti in saponificabili e non saponificabili, in base alla proprietà di formare saponi per idrolisi alcalina del legame estere.
I saponi propriamente detti sono sali di acidi grassi con metalli alcalini. La saponificabilità è legata alla presenza di almeno un radicale di acido grasso nella molecola lipidica (gli steroidi non sono saponificabili) ed è dovuta all'idrolisi del legame estere tra acido grasso e alcol (glicerolo). In presenza di idrossido di sodio (NaOH) o di potassio (KOH), i lipidi saponificabili vanno incontro a idrolisi e liberano l'alcol corrispondente e il sale sodico o potassico dell'acido grasso, cioè il sapone. Industrialmente vengono utilizzati trigliceridi formati da acidi grassi con numero di atomi di carbonio compreso tra 12 e 18, poiché quelli con numero di carbonio inferiore sono troppo irritanti, mentre quelli con numero superiore sono poco solubili in acqua. I saponi al sodio sono detti "duri" e sono utilizzati in forma solida (saponette), mentre quelli al potassio sono detti "molli" e sono impiegati in forma liquida o pastosa. Le acque "dure" (ricche di ioni bi- o trivalenti di calcio, magnesio o ferro) causano la precipitazione dei saponi naturali, che è responsabile della formazione degli aloni (es. intorno ai rubinetti).

## Caratteristiche fisico-chimiche
I lipidi hanno una densità significativamente minore di quella dell'acqua (dunque galleggiano). Sulla base delle interazioni con l'acqua, i lipidi sono stati distinti in lipidi non polari e lipidi polari, raggruppati in 3 classi. Per la loro natura idrofobica, i lipidi hanno la proprietà di ridurre la tensione superficiale delle soluzioni (tensioattività). Infatti, nelle soluzioni, tendono a portarsi nell'interfase aria-liquido, disponendosi in uno strato mono- o paucimolecolare alla superficie della soluzione acquosa. Poiché le molecole lipidiche tendono a legarsi tra loro, piuttosto che con le molecole di acqua, i lipidi dispersi in acqua danno luogo alla formazione di gocce superficiali di varie dimensioni.
I lipidi non polari (idrocarburi alifatici a lunga catena, idrocarburi aromatici voluminosi, esteri ed eteri, in cui entrambi i componenti sono lipidi idrofobi voluminosi) sono completamente insolubili in acqua e non si allineano in monostrati all'interfaccia aria/acqua. I lipidi polari di classe I (di- e trigliceridi, acidi grassi a catena lunga, colesterolo) sono molecole anfifiliche (anfipatiche), che presentano un'estremità debolmente polare, rispetto alla massa della molecola. Sono insolubili in acqua, ma formano monostrati all'interfaccia aria/acqua. 
Se sottoposte ad agitazione meccanica o termica, queste dispersioni formano emulsioni, nelle quali i lipidi sono dispersi in forma di piccolissime gocce all'interno della fase acquosa. L'emulsione (cioè la dispersione non omogenea di un liquido in un altro liquido) così formata assume un aspetto torbido ed è instabile, poiché, con il tempo, le goccioline di lipidi tendono a riunirsi tra di loro, tornando in superficie.
I lipidi polari di II classe (fosfolipidi, glicolipidi e monogliceridi) sono molecole fortemente anfifiliche, che presentano un'estremità idrofobica e una idrofila. La prevalenza del carattere idrofobico è testimoniata dalla tendenza di tali lipidi a disporsi in uno strato monomolecolare all'interfaccia di un sistema aria/acqua, con le teste polari immerse nella soluzione acquosa e le code idrofobe immerse nella fase gassosa soprastante. Grazie alla loro proprietà di interagire parzialmente con l'acqua, i lipidi polari di II classe presentano mesomorfismo liotropico, caratterizzato dalla comparsa, con il variare della concentrazione del lipide, di fasi intermedie tra lo stato solido cristallino e lo stato liquido (vedi fosfolipidi).
I lipidi polari di III classe hanno una molecola fortemente polare, rispetto alla regione idrofobica, e sono insolubili in olio.

## Ruolo fisiologico
I lipidi rappresentano un'importante riserva energetica per animali e piante (semi), in quanto sono in grado di liberare una grande quantità di calorie per unità di massa, il valore calorico di un grammo di lipidi è circa il doppio rispetto a zuccheri e proteine, circa 9,46 kcal/g contro 4,15 kcal/g. Proprio per questo sono il substrato energetico ideale per le cellule. In un uomo sano di 70 kg, vi sono circa 15 kg di trigliceridi. Durante l'attività fisica i lipidi vengono utilizzati insieme ai carboidrati, fornendo in ugual misura l'energia necessaria per attività di medio basso livello, se l'attività fisica si protrae per almeno un'ora si va incontro a un esaurimento delle scorte di carboidrati (glicogeno) e a un corrispondente aumento dell'utilizzo di lipidi. Inoltre i lipidi alimentari apportano gli acidi grassi essenziali (cioè non sintetizzati dall'organismo), come gli acidi linoleico (da cui deriva l’acido arachidonico) e linolenico.

## Lipidi semplici
Sono costituiti da carbonio, idrogeno e ossigeno, e comprendono trigliceridi, cere e terpeni.
I lipidi di origine animale sono contenuti abbondantemente nel burro, strutto e sego.

### Trigliceridi
I trigliceridi o triacilgliceroli sono triesteri di acidi grassi a catena lunga con il glicerolo (chiamato anche glicerina); sono i lipidi più semplici, ma anche più abbondanti di origine naturale, e costituiscono i grassi animali (solidi) e gli oli vegetali (liquidi). Servono soprattutto come deposito per l'energia prodotta e immagazzinata negli animali a livello del tessuto adiposo (grasso sottocutaneo e viscerale).
Un trigliceride è un lipide costituito da una molecola di glicerolo a cui sono legati 3 acidi grassi. Il glicerolo (1,2,3-propantriolo) è un alcol con tre atomi di carbonio, ciascuno con un gruppo ossidrilico, mentre l'acido grasso è formato da un gruppo carbossilico e da una catena idrocarburica. I 3 acidi grassi sono uniti a una molecola di glicerolo per esterificazione, ovvero per il legame tra il gruppo carbossilico degli acidi grassi e i gruppi ossidrilici del glicerolo. Spesso i 3 acidi grassi sono differenti.
Gli acidi grassi sono i lipidi più semplici e comuni, e differiscono per la lunghezza della catena carboniosa e/o il tipo di legame tra gli atomi di carbonio, legami che possono essere tutti singoli, e allora si parla di acidi grassi saturi, oppure doppi, e in questo caso si parla di acidi grassi insaturi (monoinsaturi se c'è un solo doppio legame, polinsaturi altrimenti).
Sono stati isolati, da varie cellule e tessuti, più di 500 tipi di acidi grassi, e si può notare che quasi sempre questi hanno un numero pari di atomi di carbonio, solitamente compreso tra 12 e 20. Gli acidi grassi essenziali sono acidi grassi polinsaturi, che non possono essere sintetizzati nell'organismo. Appartengono a due principali categorie, in base alla posizione del primo doppio legame: ω3 (αlinolenico 18:3) e ω6 (acido linoleico 18:2). L'acido arachidonico (20:4), sintetizzato a partire dall'acido linoleico, è il precursore di prostaglandine, trombossani e leucotrieni, importantissimi mediatori chimici coinvolti nell'infiammazione e nell'aggregazione piastrinica. Le diete ricche di grassi saturi portano alla aterosclerosi.
Gli acidi grassi insaturi, quando in configurazione cis, creano un'angolatura della molecola (kinking). Lo stato solido o liquido dei grassi, a temperatura ambiente, dipende dal grado di insaturazione (numero dei doppi legami) degli acidi grassi, che compongono i trigliceridi. Le angolature dei grassi insaturi impediscono alle molecole di compattarsi saldamente e di solidificare a temperatura ambiente. Poiché gli oli presentano un maggior numero di acidi grassi insaturi, la loro temperatura di fusione è bassa e si presentano allo stato liquido.
La maggior parte dei grassi vegetali è composta da oli insaturi, nei pesci prevalgono i grassi insaturi e negli animali terrestri quelli saturi. Negli animali a sangue freddo, come i pesci, la presenza di acidi grassi insaturi permette ai grassi di mantenere la propria fluidità anche in presenza di temperature basse. Poiché la temperatura del tessuto adiposo sottocutaneo risente maggiormente della temperatura esterna, anche i mammiferi esposti a climi particolarmente freddi, come le foche, hanno un grasso sottocutaneo ricco di acidi grassi polinsaturi, che consente di mantenere lo spesso mantello adiposo superficiale allo stato fluido, assicurando un'ampia libertà di movimento, che sarebbe invece negata, qualora il tessuto adiposo sottocutaneo fosse troppo rigido, per il prevalere di acidi grassi saturi.
I doppi legami possono essere "attaccati" dall'ossigeno dell'aria e la rottura ossidativa di tali legami risulta nella formazione di aldeidi e acidi a basso peso molecolare, dotati di odore pungente, responsabile della rancidità dei grassi. La reazione dei doppi legami con l'ossigeno porta alla formazione di idroperossidi, nonché al legame laterale tra le catene di acidi grassi e alla loro polimerizzazione. La polimerizzazione, causata dall'aria, permette di utilizzare gli oli con alto grado di insaturazione (es. olio di lino) come oli essiccativi nell'industria delle vernici. I doppi legami presenti negli oli vegetali possono essere ridotti a legami singoli per idrogenazione catalitica, per produrre grassi vegetali solidi, come la margarina. Un vantaggio commerciale dell'idrogenazione è quello di ottenere una più lunga conservazione. Al contrario, uno svantaggio della idrogenazione parziale è rappresentato dalla isomerizzazione trans di alcuni doppi legami residui, in percentuale di circa il 10-15%. I lipidi con legami trans aumentano la colesterolemia e il rischio cardiovascolare.

### Cere
Le cere sono esteri di acidi grassi a elevato numero di atomi di carbonio con alcoli alifatici monossidrilici a catena lunga. Questi possono essere saturi o insaturi, a catena lineare e a catena ramificata. Gli acidi carbossilici hanno di solito un numero di atomi di carbonio compreso tra 16 e 36, mentre per gli alcoli il numero va da 24 a 36.
Le cere si trovano come costituenti degli esseri viventi, sia nel mondo vegetale (ad esempio la cera carnauba e la cera montana) sia nel mondo animale (ad esempio la cera d'api e la lanolina, che si ricava dalla lana).
Le cere costituiscono lo strato di protezione dei vegetali e costituiscono anche lo scheletro di molti insetti e il rivestimento del piumaggio degli uccelli acquatici.

### Terpeni
Diffusi nel mondo vegetale con l'unità di base costituita dall'isoprene (unità a cinque atomi di C sintetizzata a partire dall'acetilcoenzima- A mediante la via dell'acido mevalonico). Gli emiterpeni (C5) contengono 1 unità isoprenica, i monoterpeni (con 10 atomi di carbonio) ne contengono 2, i sesquiterpeni 3, i diterpeni 4, i disesquiterpeni 5, i triterpeni 6 e i tetraterpeni 8. Possono avere catena aperta o chiusa. Possono essere considerati come lipidi non saponificabili.
I terpeni sono fra i responsabili del profumo di piante e fiori, sono i principali costituenti degli "oli essenziali" delle piante (es. canfora, limonene, mentolo sono ad esempio tra i terpeni più noti negli oli essenziali di canfora, limone, menta).  La canfora e l'α-pinene (componente principale della trementina) sono terpeni di grande importanza commerciale.
Un olio essenziale assai noto è la trementina, estratta da diverse specie di Pinus, che contiene n-eptano, α pinene, β pinene, canfene, ecc. La trementina ha funzione difensiva nei confronti di alcuni insetti, così come le resine (miscele complesse di terpeni con 10-30 atomi di C).
La vitamina A è un diterpene.
Altra categoria importante di terpeni sono i carotenoidi. Sono tetraterpeni polimeri costituiti da 8 unità isopreniche con un totale di 40 atomi di C, insolubili in acqua, ma facilmente solubili in alcool e diversi solventi organici; sono oltre 400 e comprendono i caroteni (idrocarburi puri) e le xantofille (con 2 o 4 atomi di ossigeno). I più noti sono il β carotene, che conferisce colore arancio alle radici di alcune varietà di carota, il licopene che colora di rosso il pomodoro, e la luteina, una xantofilla presente in quasi tutte le foglie. Essi si localizzano in particolari organuli chiamati cromoplasti. Le lunghe catene di doppi legami coniugati sono la causa del colore dei carotenoidi.

La gomma naturale è il più grande politerpene ad alto peso molecolare, costituito da 3.000-6.000 unità di terpene in catena non ramificata. Essa è presente nel lattice di oltre 2.000 specie, in particolare delle famiglie delle Euphorbiaceae e delle Composite.

## Steroidi
Sono lipidi policiclici derivati del ciclopentanoperidrofenantrene, formato dall'unione del fenantrene idrogenato con il ciclopentano, anello idrocarburico a cinque atomi di carbonio.
Gli scheletri carboniosi degli steroidi sono piegati per formare quattro anelli uniti tra loro. Sono sempre costruiti così: tre anelli a sei lati (fenantrene) e un anello a cinque lati (ciclopentano).
Gli steroli sono steroidi con una funzione alcolica in posizione 3 del nucleo ciclopentanoperidrofenantrenico. Il colesterolo è lo sterolo più importante e costituisce una componente essenziale delle membrane cellulari eucariotiche ed è il precursore di molti ormoni, oltre che precursore della vitamina D3 e degli acidi biliari. Esiste una sintesi endogena costante di colesterolo che può essere eccessivamente stimolata da una dieta ricca di grassi.

## Lipidi complessi
I lipidi complessi, detti anche lipoidi, sono costituiti da carbonio, idrogeno, ossigeno e fosforo o azoto e sono frutto di esterificazione degli acidi grassi con alcoli di vario tipo. 
Comprendono fosfolipidi, fosfatidi, glicolipidi e solfolipidi.
I lipidi complessi sono anche detti saponificabili perché se immersi in soluzione alcalina formano saponi.
Questi lipidi sono costituiti da esteri del glicerolo. Tutti contengono acidi grassi a catena più o meno lunga (acido butirrico, acido propionico fino agli acidi stearico e palmitico a oltre 10 atomi di carbonio).

### Fosfolipidi
Sono simili ai trigliceridi dal punto di vista strutturale, ma contengono un gruppo fosfato che conferisce una carica negativa, e quindi polarità, alla molecola. Il risultato finale è che ogni fosfolipide ha una testa idrofila e una coda idrofoba: si dice quindi anfipatico. Questa particolare struttura li rende idonei a formare le membrane biologiche che avvolgono le cellule e gli organuli cellulari. Infatti, in un ambiente liquido le molecole di fosfolipidi si dispongono con i gruppi idrofili rivolti sia verso la soluzione acquosa interna alle cellule, sia verso quella esterna, relativa all'ambiente circostante. Invece le code idrofobe si attraggono tra loro occupando una posizione mediana. 
I fosfolipidi coprono diversi ruoli:
- ruolo strutturale nelle membrane cellulari;
- ruolo nel trasporto plasmatico dei lipidi;
- precursori di regolatori metabolici.

In particolare un fosfolipide è composto da una molecola di glicerolo che si lega a due catene di acidi grassi e ad un gruppo fosfato (PO43-).
I fosfolipidi (lipidi di membrana) sono i principali componenti della frazione lipidica delle membrane cellulari. 
Esistono fondamentalmente due tipi di fosfolipidi:
- fosfogliceridi;
- sfingolipidi: particolarmente abbondanti nel tessuto nervoso.

### Glicolipidi
Derivano dall'unione di lipidi e carboidrati, mono- o oligosaccaridi. La componente lipidica può essere rappresentata da glicerolo (gliceroglicolipidi) o sfingosina (sfingoglicolipidi), esterificati con acidi grassi. Nella membrana plasmatica, i glicosfingolipidi sono presenti soltanto nel foglietto esterno. I gangliosidi sono glicosfingolipidi che contengono, come componente glucidica, acido sialico. Il ganglioside GM1 si comporta da recettore per la tossina colerica.

### Sfingolipidi
Gli sfingolipidi sono molecole anfipatiche (ovvero polari) come i fosfolipidi, ma presenti in percentuali assai minori nei tessuti sia animali sia vegetali.
Si differenziano perché il glicerolo è sostituito da un amminoalcool (molecola dotata di gruppo alcoolico -OH e gruppo amminico -NH2) e al posto di una delle due catene di acidi grassi hanno un residuo di sfingosina. Abbondano nelle membrane delle cellule nervose degli animali.

## Contenuto energetico
I lipidi hanno un altissimo contenuto energetico e, nell'ambito dei tre gruppi di macromolecole che compongono gli elementi nutritivi per la cellula:
- Grassi (o lipidi), l'ossidazione di 1 g di lipidi genera 9 kcal = 37,65 kJ
- Zuccheri (o glucidi), l'ossidazione di 1 g di glucidi genera 4 kcal = 16,74 kJ
- Proteine (o protidi), l'ossidazione di 1 g di proteine genera 4 kcal = 16,74 kJ

Questi dati valgono per le misure in un calorimetro, in particolare per le proteine (prodotti finali CO2 e N2).
Nell'organismo umano il prodotto finale del catabolismo proteico è invece rappresentato dall'urea, quindi l'energia di reazione è leggermente inferiore (circa 15 kJ).
Negli animali e nell'uomo, il principale utilizzo del grasso è come riserva energetica per il corpo e come isolante termico. I grassi vengono immagazzinati principalmente nel tessuto adiposo sotto forma di trigliceridi (lipidi di accumulo).